# Quercus myrtifolia
Quercus myrtifolia är en bokväxtart som beskrevs av Carl Ludwig von Willdenow. Quercus myrtifolia ingår i släktet ekar, och familjen bokväxter. Inga underarter finns listade.